# 都市構造
都市構造（としこうぞう、英語: urban structure）とは、都市の空間的な構造のことである。都市地理学では、都市内部の土地利用や都市機能に着目する。

## 都市構造モデル
都市構造を論じるうえで、同心円モデル、扇形モデル、多核心モデルが重要な古典的モデルとして扱われる。これらは第二次世界大戦前のアメリカ合衆国の都市をモデルにして考案された。これらのモデルはシカゴ学派により考案され、社会学の方法論を援用して、都市内部の居住分化の解明を行った。

### 同心円モデル
同心円モデルは、1925年にアーネスト・バージェスが発表したモデルである。このモデルでは、都心から郊外に向けて土地利用が変化し、内側から中心業務地区、遷移地区、低級住宅地区、中級住宅地区、高級住宅地区の順に構成される。

### 扇形モデル
扇形モデルは、1939年にホーマー・ホイトが発表したモデルである。このモデルでは、高級住宅地区などが特定のセクターに集中して分布することが反映されている。

### 多核心モデル
多核心モデルは、1945年にチョーンシー・ハリスおよびエドワード・アルマンが発表したモデルである。このモデルでは、中心業務地区の他にも都市の核が設定されており、副都心や郊外核などが挙げられる。多核心モデルは、アメリカ合衆国におけるモータリゼーションに伴う都市圏の拡大を反映した、同心円モデルや扇形モデルよりも現実の都市に近いモデルとなった。

### 現代の都市構造モデル
一方、現代の大都市圏は、交通環境の整備のほか、情報通信技術の普及、政治・経済的な変化などを受けて、古典的なモデルとは異なる都市構造をなしている。
モーリス・イェーツ（Maurice Yeates）は、郊外化が進行した1970年代の北アメリカの都市の現状を反映した、同心円、扇形、多核心の3要素を複合させた土地利用モデルを提唱した。このモデルでは、都心から中心業務地区、インナーシティ、インナーサバーブ、ミドルサバーブ、アウターサバーブの順にゾーンが同心円的に形成されている一方、居住者の社会階層はセクター状に分布している。また、郊外に所在するショッピングセンターや工業団地が中心業務地区と同様に都市の中心核となっている。さらに、1990年代にイェーツは新たなモデルを提唱し、新たな中心核として、郊外のオフィスコンプレックス、周縁部にエッジシティが加えられている。
ジェームス・E・バンス・ジュニアは、多圏モデル（Urban Realms Model）を提唱した。多圏モデルにおいて大都市圏は、複数の自立的な生活圏の結合により構成される。各圏域は自立的であり日常生活の多くは圏域内で完結するが、通勤・通学・買物等での圏域間移動もみられ、圏域同士は弱い結合をなしている。このモデルは、大都市圏郊外における雇用や商業の機能拡大に伴い都心に必ずしも依存しない自立的な郊外が形成されたことを反映している。
ミッシェル・ホワイト（Michelle White）は、21世紀の大都市圏を想定した都市構造モデルを提唱した。このモデルは経済機能の郊外化、脱工業化、家族規模の縮小、政策の影響などが反映されている。
パース・F・ルイスは、銀河系メトロポリス（Galactic Metropolis）を提唱した。分散的都市化が進行した郊外は、地域内で完結した閉鎖的な空間となり、都市機能が幹線道路沿いに非連続的に立地する様子が銀河系に例えられた。
マイケル・ディアおよびスティーブン・フラスティは、ポストモダン都市における土地利用の様相を説明するモデルとしてキノ資本主義（Keno capitalism）を提唱した。このモデルにおいて大都市圏は都心を代表点とする都市構造ではなく、断片的で非連続的な都市構造をなす。都市開発は周辺の土地利用とは無関係にランダムに進められ、土地利用や都市機能はランダムに立地している。

### 付け根地代理論
他方、1950年代以降、地域経済学者は経済学の方法論を援用して、都市内部での立地パターンの解明を行った。付け根地代理論は、ヨハン・ハインリヒ・フォン・チューネンによる農業立地論を援用して考案された。付け根地代理論では、都心からの距離帯に応じて、最も高い地代を負担できる経済活動が土地利用を構成する。都心では業務機能や商業機能が卓越するが、郊外に向かうにつれ、工業や卸売機能、その外側は居住機能が中心となる。